# Epigynopteryx indiscretaria
Epigynopteryx indiscretaria är en fjärilsart som beskrevs av Paul Mabille 1897. Epigynopteryx indiscretaria ingår i släktet Epigynopteryx och familjen mätare. Inga underarter finns listade i Catalogue of Life.
Arten lever på Madagaskar. 